# Bělbog

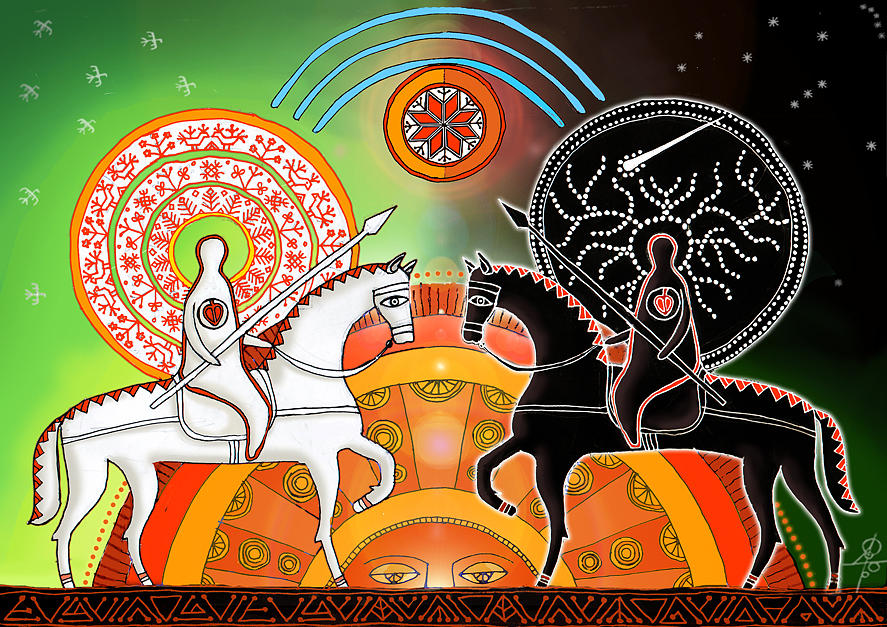
Den a noc (Bělbog a Černobog) od Maxima Sukhareva, moderní vyjádření slovanského dualismu

Bělboh je hypotetický slovanský bůh. Jeho existence je odvozována ze zmínky Helmolda z Bosau 12. století o polabském Černobohovi, jehož protipólem by Bělboh měl být:
| „ | Slované mají také [jednu] zvláštní pověru: při hostinách a pitkách nechávají kolovat misku, nad níž pronášejí slova – a nemůžu říci, že slova posvěcení, nýbrž znesvěcení – ve jménu bohů dobrých i zlých, protože vyznávají že všechen zdar a štěstí řídí dobrý bůh, zlý bůh pak všechno neštěstí. | “ |

Na to že byl bůh tohoto jména skutečně ctěn mohou svědčit některá toponyma, například česká vesnice Bělbožice, ukrajinská vesnice Bilobožnycja, pomořanský klášter Belbuck zvaný také Bělbog a další. Jméno lužické hory Běłobóh je doloženo až v pozdních pramenech.
Podle Zdeňka Váni mohla být představa Bělboha a Černoboha vzniknout až pod vlivem křesťanství, ačkoliv spatřuje ve slovanském náboženství dualistické prvky.
Encyclopedia of Russian & Slavic Myth and Legend ztotožňuje Bělboha s běloruským Belunem, což je však polní duch.